# Gặp em ngày nắng
Gặp em ngày nắng (tên cũ: Tia nắng của mùa xuân) là một bộ phim truyền hình được thực hiện bởi Trung tâm Phim truyền hình Việt Nam, Đài Truyền hình Việt Nam do Nguyễn Đức Hiếu làm đạo diễn. Phim phát sóng vào lúc 21h40 thứ 5, 6 hàng tuần bắt đầu từ ngày 25 tháng 1 năm 2024 và kết thúc vào ngày 22 tháng 3 năm 2024 trên kênh VTV3.

## Nội dung
Chuyện phim kể về mối duyên éo le giữa Phương (Anh Đào), cô gái nhiều gánh nặng áo cơm và Huy (Đình Tú), chàng thanh niên đầy áp lực lập gia đình trong dịp Tết đến. Phương trở thành bạn gái của Huy trong một buổi tiệc, nhưng mối quan hệ lợi ích này lại dẫn họ đến nhiều tình huống trái ngang, mở ra những mối quan hệ không ngờ với người thân của cả hai phía. Đặc biệt, chính qua những biến cố và trải nghiệm, họ dần cảm mến nhau, tình yêu đã nảy nở trong họ tự nhiên như mùa xuân đang về.

## Diễn viên
- Nguyễn Đình Tú trong vai Huy[1]
- Nguyễn Anh Đào trong vai Phương
- Thanh Quý trong vai Bà Quý
- Lan Hương (Bông) trong vai Bà Thương
- Yến My trong vai Quỳnh
- Trần Trung Kiên trong vai Thái
- Quốc Trị trong vai Ông Đại
- Thanh Tú trong vai Bà Tâm
- Thu Hương trong vai Bà Bông
- Việt Thắng trong vai Ông Hoà
- Xuân Trường trong vai Ông Quang
- An Chinh trong vai Bà Loan
- Cù Thị Trà trong vai Diệp
- Tiến Huy trong vai Tân
- Lưu Huyền Trang trong vai Hoa
- Bùi Gia Nghĩa trong vai Cu Tít
- Tiến Quang trong vai Lân
- Hoàng Huy trong vai Ông Huy
- Diệp Bích trong vai Bà Mai
- Tú Lan trong vai Bà Liên
- Ngọc Vân trong vai Bà Ngà
- Mai Huê trong vai Mẹ Diệp
- Nguyễn Trọng Lân trong vai Khách mời

## Sản xuất
Bộ phim do Nguyễn Đức Hiếu làm đạo diễn, kịch bản do Lại Phương Thảo và Chu Hồng Vân chắp bút. Đây là dự án mới nhất của Nguyễn Đức Hiếu sau Gia đình mình vui bất thình lình và là bộ phim được sản xuất trong dịp Tết Nguyên đán Giáp Thìn 2024.
Vai chính do Anh Đào và Đình Tú lần lượt đảm nhận. Bộ phim còn có sự góp mặt của dàn nghệ sĩ gạo cội như NSND Quốc Trị, NSND Lan Hương, NSƯT Thanh Quý, NSND Thanh Tú, NSND Việt Thắng,... Phim đồng thời đánh dấu sự trở lại của NSND Thanh Tú sau hai bộ phim truyền hình năm 2015 Khép mắt chờ ngày mai và Hôn nhân trong ngõ hẹp.
Bộ phim chính thức lên sóng VTV3 vào lúc 21h40 thứ 5, 6 hàng tuần bắt đầu từ ngày 25 tháng 1 năm 2024 (nối sóng Không ngại cưới, chỉ cần một lý do) và kết thúc vào ngày 22 tháng 3 cùng năm, với tổng số tập là 16 (ban đầu là 14).

## Thay đổi lịch phát sóng
Hoãn phát sóng 2 tập vào ngày 8 và 9 tháng 2 để phát sóng các chương trình dịp Tết Giáp Thìn 2024 của nhà đài.

## Giải thưởng và đề cử
| Năm  | Giải thưởng    | Hạng mục                    | Đề cử            | Kết quả        | Tham khảo |
| ---- | -------------- | --------------------------- | ---------------- | -------------- | --------- |
| 2024 | Giải Cánh Diều | Phim truyện truyền hình     | Gặp em ngày nắng | Cánh diều vàng | [ 5 ]     |
| 2024 | Giải Cánh Diều | Đạo diễn xuất sắc           | Nguyễn Đức Hiếu  | Đoạt giải      | [ 5 ]     |
| 2024 | Giải Cánh Diều | Biên kịch xuất sắc          | Lại Phương Thảo  | Đoạt giải      | [ 5 ]     |
| 2024 | Giải Cánh Diều | Biên kịch xuất sắc          | Chu Hồng Vân     | Đoạt giải      | [ 5 ]     |
| 2024 | Giải Cánh Diều | Nữ diễn viên chính xuất sắc | Nguyễn Anh Đào   | Đề cử          | [ 5 ]     |
| 2024 | Ấn tượng VTV   | Phim truyền hình Ấn tượng   | Gặp em ngày nắng | Đề cử          | [ 6 ]     |